# کلینوواتس
کلینوواتس (به صربی: Klinovac) یک منطقهٔ مسکونی در صربستان است که در بوجانوواچ واقع شده‌است. کلینوواتس ۵۳۹ نفر جمعیت دارد.